# Climax (Colorado)

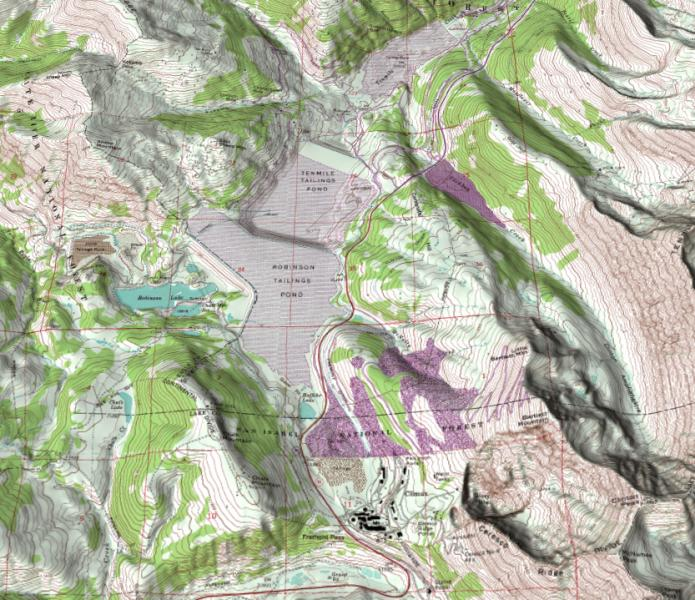
Climax, Colorado, corta la gran división en el Fremont Pass.

Climax es un pueblo fantasma situado en condado de Lake, Colorado. En la Gran división a 11.360 p sobre el nivel del mar, es el lugar más alto donde se han establecido para vivir, en los Estados Unidos – tiene el récord de tener la estación y la oficina de correos más altos de la nación.
La primera búsqueda de fama de Climax es su riqueza en depósitos de molibdeno. A principios del siglo XX, la Climax Molybdenum Company trabajó allí la mayor mina de molibdeno del mundo, proveyendo tres cuartas partes de la producción mundial total del mineral. La mina ha sido cerrada desde los años 80 esperando un mejor mercado para su mena. En 2004 el actual propietario de la mina, la Phelps Dodge Corporation, continúa gastando millones de dólares anuales mitigando los efectos medioambientales de la explotación en el pasado.